# Irisbus Arway
Irisbus Arway (SFR160) es una clase de buses interurbanod y de larga distancia producidos por Irisbus, división de autobuses de Iveco, en la planta de Vysoké Mýto, República Checa, producido desde 2006 hasta 2013, pero se entregó en cuatro versiones con longitudes de 10,6 m. 
El Arway es un bus para rutas suburbanas. Fue diseñado para reemplazar los MyWay (modelo original de Iveco) y Ares (modelo original Renault), con el nombre Arway. Se proporciona con sistema de climatización, sistema Hi-Fi y también, a demanda, medidas de ayuda a personas discapacitadas. Tiene dos puertas, la central disponible en configuración individual o doble.
El motor es un Cursor 8, de normativa Euro 4 estándar, con 7880 cc de desplazamiento, desarrollando  una potencia de 330 o 380 caballos, dependiendo de la versión. El primer Arway fue entregado en Francia en 2006. En Italia está en servicio en las compañías de transporte público de Piacenza, Ferrara, Brescia y Lodi y en España se puede encontrar en compañías de transporte público de, por ejemplo, Madrid.

## Historia y proyecto[2]
El Irisbus Arway se presentó en 2006 para sustituir a los dos autobuses interurbanos disponibles anteriormente en el catálogo de Irisbus: el MyWay (heredado de Iveco) y el Ares (heredado de Renault). Su nombre es una combinación de MyWay y Ares. Diseñado como un autobús interurbano de gama media-alta (también apto para turismo de gama baja), también se desarrolló una versión económica, el Irisbus Crossway.
El Arway, producido en la antigua planta de Karosa en Vysoke Myto, salió a la venta en Francia en 2006 y en Italia en 2007.
Se fabricó entre septiembre de 2005 y 2013. Sustituyó principalmente al Ares y al Myway, de ahí su nombre, y será reemplazado por el Iveco Bus Crossway. El Arway se presentará oficialmente en el Salón del Automóvil de Kortrijk a finales de 2005. También se presentará el Crossway. La marca ha especificado que ha tenido en cuenta el respeto al medio ambiente: estos son, de hecho, los primeros autocares que cumplen con la normativa europea de contaminación Euro 4. Además, es un autocar accesible para todos, equipado con una plataforma eléctrica en los escalones de la puerta central.
El estreno mundial de Arway tuvo lugar en Turín el 29 de septiembre de 2005. La producción en serie comenzó poco después y finalizó en 2014.

## Técnica
El Irisbus Arway contaba con un motor Iveco Cursor 8 de 7790 cm³, que generaba 330 o 380 CV, según la versión. Inicialmente comercializado como versión Euro 4, estuvo disponible una versión Euro 5 a partir de 2008. Ambos motores están equipados con un sistema DeNOx, que reduce las emisiones de NOx mediante la pulverización de urea en el segundo silenciador.
También está equipado con aire acondicionado y, bajo pedido, un elevador para sillas de ruedas con estación dedicada.
Las variantes de longitud 12M y 12,8M son autobuses clásicos de dos ejes con eje motriz trasero. La versión 15M es de tres ejes, con el eje motriz en el centro. El motor y la caja de cambios se ubican en la parte trasera. El diseño del chasis se basa en el del autobús Irisbus Ares. Los asientos para pasajeros están dispuestos en un sistema de 2+2 en el interior, con un pasillo central. El maletero se encuentra bajo el suelo (entre los ejes) y su volumen oscila entre 5,7 m³ (versión 12M) y 7,7 m³ (versión 15M). Dispone de dos puertas elevables en el lado derecho. La primera, delante del eje delantero, siempre es de una sola hoja; la trasera (delante del segundo eje) puede ser de una o dos hojas, según la anchura de la puerta que solicite el cliente.
El Arway ofrece a los pasajeros asientos altos, plegables y acolchados. Todos los asientos están equipados con cinturones de seguridad. Si lo desea, el vehículo puede equiparse con aire acondicionado, cafetera en el interior y, a petición del cliente, televisor y reproductor de vídeo o DVD. Arway ofrece al conductor un asiento calefactable con cinturón de seguridad de tres puntos y, entre otras cosas, numerosas opciones de personalización.

## Versiones

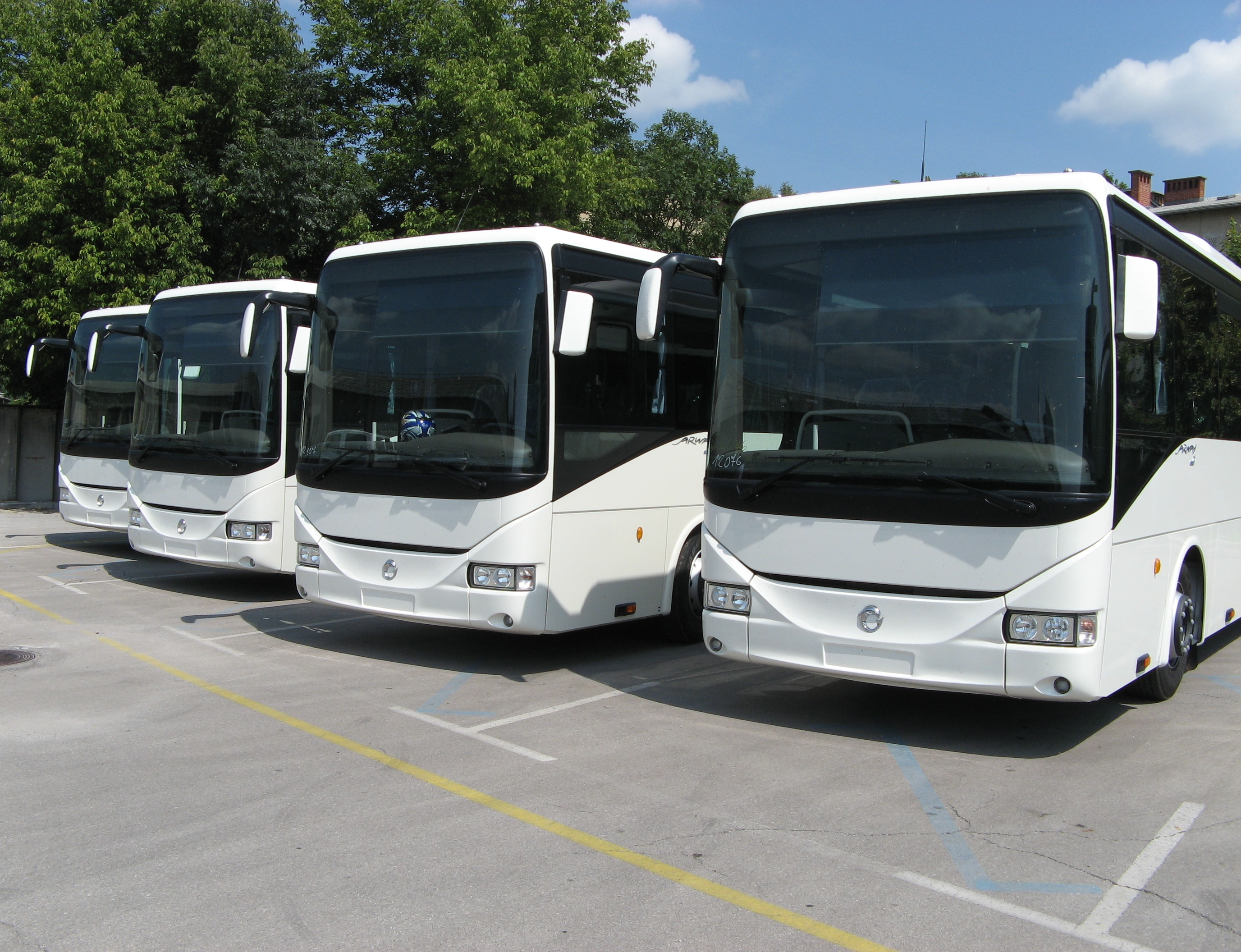
Irisbus Arway esperando entrega

Irisbus Arway se lanzó en cuatro longitudes diferentes: 

### Arway 10
- Longitud: 10,6 metros
- Configuración: Interurbano
- Combustible: Diésel
- Puertas: 2 puertas eyectables

### Arway 12
- Longitud: 12 metros
- Configuración: Interurbano
- Combustible: Diésel
- Puertas: 2 puertas eyectables

### Arway 13
- Longitud: 12,8 metros
- Configuración: Interurbano
- Combustible: Diésel
- Puertas: 2 puertas eyectables

### Arway 15[4]
- Longitud: 14,9 metros
- Configuración: Interurbano
- Combustible: Diésel
- Puertas: 2 puertas eyectables

## Difusión
Durante su largo periodo de comercialización, el Arway ha gozado de considerable popularidad en Italia.
154 unidades están en servicio con COTRAL, y aproximadamente 170 se han distribuido a diversas empresas de la región de Campania en el marco del contrato EAV de 2007. También están en servicio con STP Bari, FNB Bari, FC Catanzaro, AST Palermo, SAF Udine, STAR Mobility di Lodi y Apam Mantova.